# NRK2
NRK2 est une chaîne de télévision publique norvégienne appartenant au groupe NRK. Fondée en 1996, cette chaîne de format généraliste diffuse des séries, des documentaires, des films et des informations. 
NRK2 est diffusée sur le réseau hertzien et par satellite (bouquets Viasat et Canal Digital). Certaines de ses émissions peuvent être vues en catch-up TV sur internet.

## Histoire

### 1996: NRK To
Opérant pendant près de trois décennies une seule chaîne de télévision, le groupe NRK commence à étudier la création d'une seconde chaîne au cours des années 1990. Le projet se concrétise en 1996, avec le lancement le 1er septembre de NRK To (stylisé NRK TO, c'est-à-dire, « NRK Deux »), une chaîne destinée aux jeunes téléspectateurs, de plus en plus attirés par les chaînes privées. La réception du second canal public norvégien reste longtemps cantonnée aux grandes agglomérations, et n'est accessible à toute la population qu'au moment du déploiement de la télévision numérique terrestre, au cours des années 2000.
À ses débuts, NRK To axe sa programmation sur des émissions de divertissement, auxquelles viennent se greffer quelques rediffusions de la première chaîne. La grille des programmes est alors composée de séries, de dessins animés, de magazines et de shows interactifs, comme « Svisj », où les téléspectateurs peuvent choisir des vidéoclips en envoyant des SMS. 

### 2000: NRK 2
Pour autant, les audiences restent décevantes par rapport aux grandes chaînes privées (TV 2 et TVNorge), et NRK tente alors de « recentrer » la chaîne, afin qu'elle intéresse le plus grand nombre. La programmation, entièrement repensée, connaît un certain succès. En 2000, NRK To est rebaptisée NRK2. Le groupe public n'a, pour autant, pas renoncé à son idée de chaîne thématique pour les jeunes. 
En 2007, il lance deux chaînes à destination de ce public : NRK Super, qui s'adresse aux enfants et aux adolescents, et NRK3, qui se positionne sur un créneau « jeunes adultes ». La plupart des émissions jeunesses de NRK2 passent alors sur ces deux chaînes.
Depuis 2010, les chaînes de la NRK sont partiellement disponibles en haute définition (HD).

### Identité visuelle (logo)

Logo de NRK To de septembre 1996 à 2000
Logo de NRK2 de 2000 à octobre 2011
Logo de NRK2 depuis octobre 2011